# Белль (Доминика)
Белль (англ. Belles) — небольшая деревня в Доминике. Населённый пункт является частью прихода Сент-Джозеф. Население города составляет 500 человек. Через этот населённый пункт проходит основная часть системы автомагистралей, ведущих к северной части острова. Дороги были заблокированы много лет назад растаманами, недовольными доминикским правительством. Сотни лет назад здесь жили мароны. По состоянию на 2016 год, семьями Эспирит и Бенджамин контролируется большая часть частной земли.

## История

### Название
Креольское название — Норуэй. Ранее этот населённый пункт назывался Бассинвилль, позднее деревня была переименована в честь Генри Хескета Белла — английского писателя и колониста. Белль расположена недалеко от центра острова. Одна из основных доминикских автомагистралей, шоссе им. Николаса Ливерпуля, проходит через Белль на север в сторону Мариго, южнее поселения находится Розо — столица страны, где шоссе и заканчивается. В деревне есть католическая церковь, построенная в 1929 году и посвящённая Петеру Дондерсу. Белль вносит значительный вклад в развитие сельского хозяйства на острове.

### Местная школа
В Белле находится небольшая государственная школа. Это мероприятие спонсируется государством, и большинство местных жителей её посещают. Много лет назад студенты шли в школу пешком, однако сейчас школа использует автобусы для перевозки учителей и учеников. В 2013 году все компьютеры начальной школы были бесплатно отремонтированы государством.